# Gäddtjärnen (Dorotea socken, Lappland, 714346-150279)
Gäddtjärnen är en sjö i Dorotea kommun i Lappland och ingår i Ångermanälvens huvudavrinningsområde.